# Maculinea antesion
Maculinea antesion är en fjärilsart som beskrevs av Hans Fruhstorfer 1917. Maculinea antesion ingår i släktet Maculinea och familjen juvelvingar. Inga underarter finns listade i Catalogue of Life.